# Półwysep Sambijski
Półwysep Sambijski, Sambia (ros. Калининградский полуостров, Kaliningradskij połuostrow; Земландский полуостров, Ziemłandskij połuostrow; dawn. niem. Samland) – półwysep na terenie Rosji rozdzielający Zalew Wiślany (na południu) od Zalewu Kurońskiego (na północy). Mierzeja Kurońska jest jego półwyspem podrzędnym. Na zachodzie półwysep graniczy z Bałtykiem, a na wschodzie przechodzi w Nizinę Staropruską.
Powierzchnia półwyspu to około 900 km², wysokość maksymalna 89 m n.p.m. W zachodniej części półwyspu znajdują się największe na świecie przemysłowe złoża bursztynu (okolice osiedla Jantarnyj, którego nazwa pochodzi od rosyjskiej nazwy tej kopaliny – янта́рь, czyt. jantar).

## Historia
Pierwotnie półwysep zamieszkiwali Sambowie. W latach 1244–1255 obszar został podbity przez Krzyżaków. Po podboju Sambia była częścią Prus Dolnych. W 1258 roku w Królewcu założono biskupstwo. W 1525 roku miało miejsce powstanie sambijskie. Od 1525 roku Sambia stanowiła część Prus Książęcych. Do XVII wieku przetrwała tu ludność staropruska. Od czasów rzymskich na półwyspie wydobywany jest bursztyn, a pierwsze kopalnie powstały w czasach krzyżackich.